# Grigoriy Alexandrovich Stroganov
Grigory Alexandrovich Stroganov (6 de junho de 1824 - 6 de fevereiro de 1878), marido morganático de Maria Nikolaevna, filha de Nicolau I.

## Vida
Filho do Conde Alexander Grigoryevich Stroganov de seu casamento com Natalya Viktorovna Stroganova. Nascido em 6 de junho de 1824 e batizado em 23 de junho de 1824 em São Petersburgo, afilhado do imperador Alexandre I e da condessa M. G. Razumovskaya.
Ele era muito parecido com sua mãe, o historiador S. M. Solovyov escreveu sobre ele: "... ele não tinha nada Stroganov em si mesmo , animado, falador, hype, bonito, bem construído". Em 1843 foi promovido de pajens de câmara aos cornetas do Regimento de Cavalos de Guardas da Vida . Desde 1846 - tenente, ajudante do Ministro da Guerra A. I. Chernyshev, desde 1852 - tenente-coronel da cavalaria do exército. Durante a Guerra da Crimeia em 1855 foi nomeado comandante do 2º Regimento Cossaco Russo.
Posteriormente, atuou como vice-presidente e presidente (1862-1866) do escritório estável da Corte . De 1869 até sua morte, ele foi um administrador sob George Maximilianovich Romanovsky, Duque de Leuchtenberg. Ele era um guardião honorário do Conselho de Curadores de São Petersburgo, um curador da Demidov Charity House for Workers e do Nikolaev Children's Hospital, e o gerente do Hospital of All Who Sorrow.
Ele recebeu o título de tribunal "na posição de mestre do cavalo" (1856), as fileiras do atual conselheiro de estado (1859) e mestre do cavalo (1862).

## Casamento

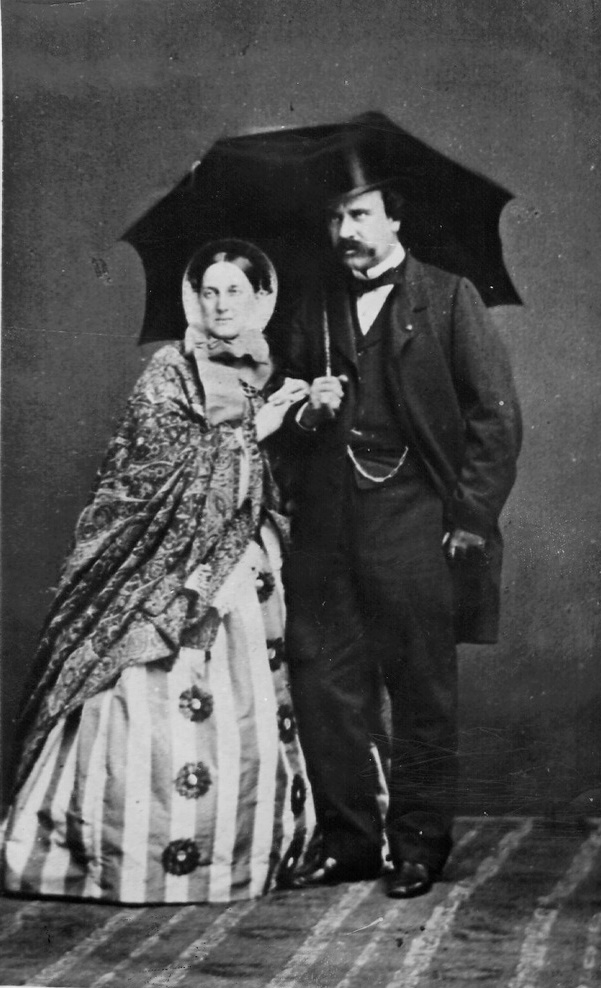
Grigoriy com sua esposa, Maria Nikolaievna, Duquesa de Leuchtenberg

O romance de Maria Nikolaevna e Grigory Stroganov começou durante a vida de seu primeiro marido . Em 1º de novembro de 1852, Maximiliano de Leuchtenberg morreu. Depois de um ano de luto, a princesa decidiu se casar com "Georges", como chamava o conde Grigory Alexandrovich.
Em 4 de novembro de 1853, o conde se casou com a grã-duquesa Maria Nikolaevna. O casamento aconteceu na igreja doméstica, na propriedade da família de Tatyana Borisovna Potemkina, que estava muito ocupada com esse casamento. As testemunhas foram: Príncipe Vasily Andreevich Dolgorukov e Conde Mikhail Yuryevich Vielgorsky. O primeiro foi o Ministro da Guerra, e a divulgação de sua participação na cerimônia levaria inevitavelmente ao colapso de toda a carreira de serviço. Mas o irmão herdeiro, o grão-duque Alexander Nikolayevich, pediu tanto por sua irmã que Dolgorukov, que tinha grande simpatia pelo czarevich, não resistiu. A segunda testemunha, Vielegorsky, era o irmão mais velho do gerente do tribunal da grã-duquesa Matvey Yuryevich, e a princípio Maria Nikolaevna fez um pedido delicado ao seu gerente. Mas o conde se assustou e ofereceu seu irmão, um conhecido metropolitano "amante das musas", compositor e violinista amador, para esse papel.
Segundo D. Obolensky , Stroganov sempre foi um folião e se arrastava por todos os lugares públicos, tendo amigos e conhecidos em todos os lugares; com todo mundo estava em "você". Mas no ano de seu casamento, ele, provavelmente para desviar qualquer suspeita, se comportou ainda mais promíscuo, não havia festa ou aula de dança em que ele não se destacasse. Dizia-se que o casamento foi celebrado secretamente e o imperador Nicolau I não sabia disso, o que era muito difícil de supor, e ele também não poderia saber sobre o caso de amor de sua filha. Imperatriz Alexandra Feodorovna realmente não sabia nada sobre o casamento, ela foi anunciada mais tarde.

## Sob Alexandre II
No novo reinado, Stroganov mudou-se para o palácio de sua esposa no Moika, onde ocupou uma sala separada. Alexandre II assinou um manifesto especial, mas o casamento continuou sendo um segredo. Alguns membros da família de Maria Nikolaevna começaram a tratar o conde com mais frieza, mas isso foi de pouco interesse para Grigory Alexandrovich. Até seu pai, o conde Alexander Grigoryevich, era contra o casamento.

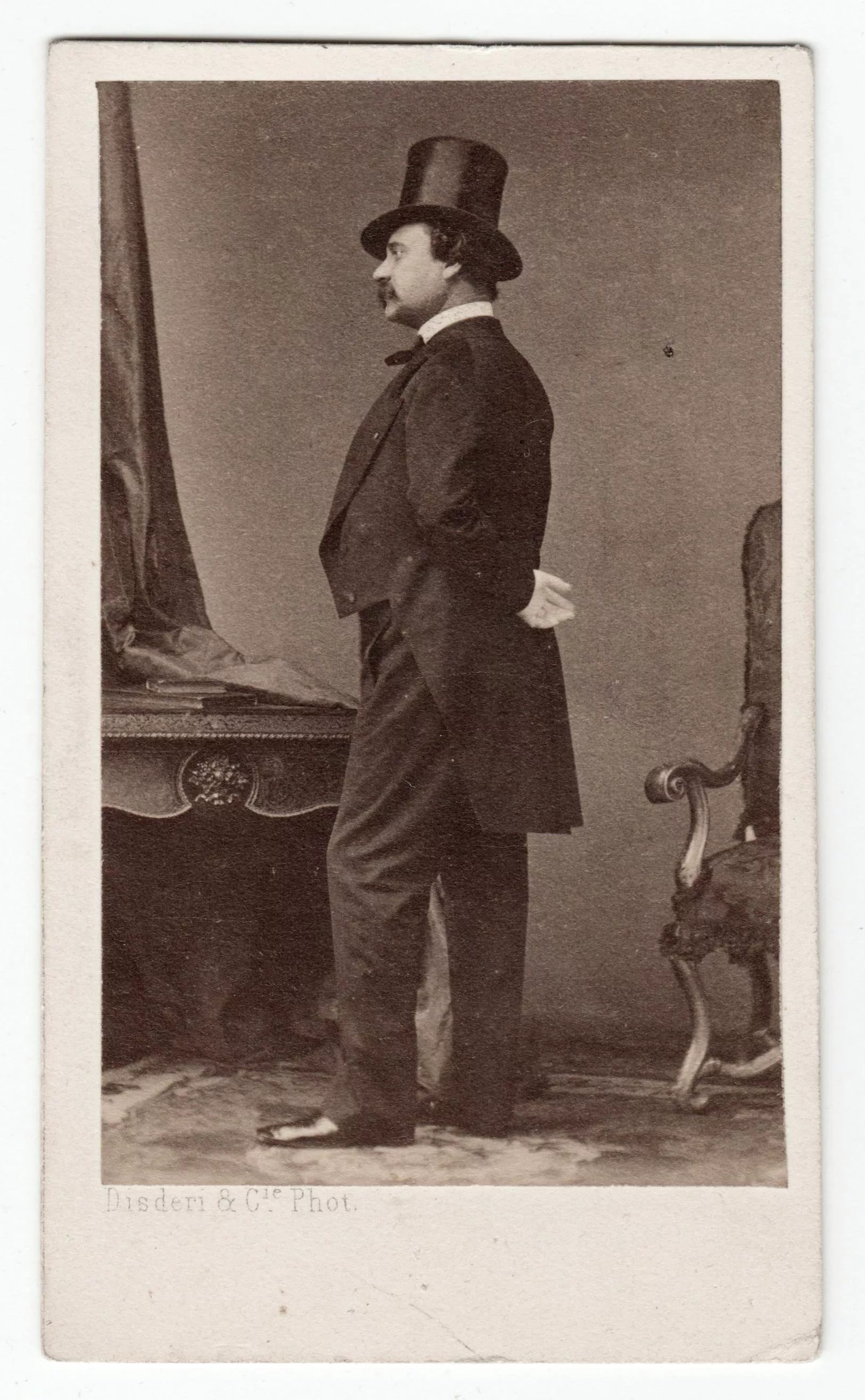
Grigoriy Alexandrovich Stroganov.

De acordo com S. Sheremetev, Stroganov só teve que aceitar sua posição dolorosa e se estabelecer entre a grande família da grã-duquesa, o que ele conseguiu com perfeição. Seu rosto lembrava os retratos de Pedro I, e seu tipo era Zaporozhye. Moreno, com grandes bigodes negros, tinha olhos de águia, voz grossa e ressonante, era hábil e majestoso na maturidade, e quando dançava a mazurca era um banquete para os olhos. O escritor V. Sollogub lembrou:
Sempre fui muito amigável com Grigory Stroganov e posso dizer que raramente conheci uma pessoa tão nobre e gentil em minha vida. Ele era a personificação do que os franceses chamam de "queimador de vida", mas no sentido mais elegante. Sempre pronto a seguir as mulheres e a fazer farra, mas ao mesmo tempo estava sempre pronto a prestar um serviço a um camarada, a ajudar os pobres, a consolar os que sofrem.
Maria Nikolaevna morreu em 9 de fevereiro de 1876. Grigory Alexandrovich morreu em 6 de fevereiro de 1878 de câncer de estômago, foi enterrado no Sergius Hermitage.

## Filhos
De seu casamento com Maria Nikolaevna, ele teve 2 filhos:
- Gregório (1857-13.02.1859), falecido em Roma de uma inflamação no cérebro, foi ali sepultado no cemitério municipal comum aos estrangeiros.[6]
- Helena (1861-1908), primeiro casada com Vladimir Alekseevich Sheremetev (1847-1893), ajudante de ala, comandante do comboio imperial; então - para Grigory Nikitich Milashevich (1860-1918), um oficial da comitiva de Sua Majestade Imperial.